# Mono Band
Mono Band é o trabalho solo de Noel Hogan, guitarrista da banda irlandesa The Cranberries. Após mais de 10 anos de carreira ao lado de Dolores, Mike e Fergal, Noel decidiu fazer as coisas ao seu modo, aproveitando que o The Cranberries anunciava uma pausa em 2004. Pausa esta que dura até hoje, sem indícios de volta.

## Crítica
Misturando um pouco de eletrônico e um pouco de tudo que Noel fez na vida como membro do The Cranberries, a Mono Band lança seu primeiro EP, intitulado também de Mono Band. Com convidados como Kate Havnevik (Kate Kobro), Nicolas Leroux, Fin Chambers, Alexandra Hamnede e Richard Walters, com ajuda de Mike e Fergal (baixista e baterista dos Cranberries, respectivamente) em grande parte das músicas.
A música de abertura, "Brighter Sky", mistura elementos eletrônicos com elementos turcos num ritmo house/dance. Segundo Noel, em resposta a uma pergunta em seu site oficial,
"Eu queria algo diferente em Brighter Sky por que eu precisava de algo distinto do que eu já tinha feito antes. Eu tenho feito o melhor que posso para passar longe do som que as pessoas estão acostumadas a ouvir de mim, e por esta razão que essa música foi colocada primeiro no álbum".
A música mais conhecida é "Waves", interpretada na voz de Richard Walters. Num ritmo lento e triste, Noel disse ter se inspirado ao ouvir o álbum "And She Closed Her Eyes", da Stina Nordenstam. Segundo Noel,
"Eu sempre fui um grande fã desse álbum, eu não o ouvia há anos e depois quando eu estava no meio da gravação do Mono Band Ep eu voltei a escutá-lo. O resultado foi Waves".
Esta música teve a participação de dois Cranberriers: Fergal (na bateria) e Mike Hogan (no contrabaixo).
Alexandra Hamnede empresta a voz em "Why", "Invitation" e "Run Wild", esta última um tanto distinta das outras por não seguir batidas eletrônicas. "Invitation" e "Why" demonstram a necessidade de mudança anteiormente expressada pelo guitarrista, experimentando elementos talvez impossíveis de serem experimentados dentro do The Cranberries.
Perguntado se haveria lançamento internacional do álbum, Noel respondeu:
"Eu espero que tenha um lançamento mundial do álbum, eu tenho trabalhado em novas músicas nestes últimos meses, e algumas delas devem substituir algumas na versão do álbum disponível no momento. Gravadoras gostam de adicionar seu próprio traço nos álbuns, mas a versão que está agora é muito mais minha".
Todos os shows feitos desde o lançamento do álbum foram com Richard Walters no vocal. Isso fez com que fãs indagassem se o Mono Band seria apenas o Noel e o Richard, apesar das outras participações no álbum:
"Os primeiros pequenos shows que fizemos no começo do ano tinham dois ou três vocalistas. O único problema em ter várias pessoas com você é que nem todos estão disponíveis todo o tempo. Não estou dizendo que não faremos isso novamente, mas no momento não há planos para isso… Eu tenho trabalhado em um monte de novas músicas com o Richard, e no momento temos tocado ao vivo e a reação tem sido boa".
Hoje, Mono Band se resume em Noel e Richard Walters.
Já pensando, talvez, num novo álbum, Noel deixou disponível em seu site oficial algumas novas músicas para download[carece de fontes?], como "Black Hair", "Sleep Song" e "Track 33". Além disso, está com um podcast e uma página no Myspace.

## Discografia

### Álbuns de estúdio
- 2005 - Mono Band EP (EP)
- 2005 - Mono Band
- 2005 - Remixes (EP)

### Singles
- 2005 - Waves
- 2005 - Run Wild